# Eumelea insulata
Eumelea insulata là một loài bướm đêm trong họ Geometridae.